# أوبن باتل
أوبن باتل هو عارض وممثل هندي، ولد في 16 أغسطس 1982 بلندن في المملكة المتحدة.

## أعمال

### أفلام
- (2006) 36 شارع الصين

## وصلات خارجية
- أوبن باتل على موقع IMDb (الإنجليزية)
- أوبن باتل على موقع ألو سيني (الفرنسية)
- أوبن باتل على موقع أول موفي (الإنجليزية)
- أوبن باتل على موقع قاعدة بيانات الفيلم (الإنجليزية)
- أوبن باتل على موقع كينوبويسك (الروسية)